# Туплиці
Туплиці (пол. Tuplice, нім. Teuplitz) — село в Польщі, у гміні Туплиці Жарського повіту Любуського воєводства.
Населення — 1443 особи (2011).
У 1975-1998 роках село належало до Зеленогурського воєводства.

## Демографія
Демографічна структура станом на 31 березня 2011 року:
|          | Загалом | Допрацездатний вік | Працездатний вік | Постпрацездатний вік |
| -------- | ------- | ------------------ | ---------------- | -------------------- |
| Чоловіки | 690     | 138                | 482              | 70                   |
| Жінки    | 753     | 126                | 469              | 158                  |
| Разом    | 1443    | 264                | 951              | 228                  |